# Cryptanthus dianae
Cryptanthus dianae är en gräsväxtart som beskrevs av Elton Martinez Carvalho Leme. Cryptanthus dianae ingår i släktet Cryptanthus, och familjen Bromeliaceae. Inga underarter finns listade i Catalogue of Life.